# 公主復仇記 (電影)
《公主復仇記》是2004年上映的一部香港電影，由彭浩翔執導，鍾欣潼、陶红、吳彥祖主演，該片榮獲東京電影節參展。
日本將此作改編為《戀之棘 （页面存档备份，存于）》，2023年1月上映。

## 劇情
卡拉OK侍應周筱蘭（陶紅飾），與男友Ken（吳彥祖飾）感情穩定，直至陳蕙貞（鍾欣潼飾）走到面前告訴她一件事。「你沒見過我，不過我認識你。」阿貞原是Ken的前度女友，卻在個多月前無故被阿Ken拋棄。但她向蘭強調，這次並不是要跟她爭奪Ken，而是Ken在分手後，竟將二人過去的一張裸照放上互聯網公諸同好，令學校辭退貞的教職。貞說想取回Ken手上照片，蘭為避免步貞後塵，決定與貞聯手，潛入Ken家盜寶大行動，偷回彼此與Ken拍下的裸照。過程中二女相濡以沫，興奮如一場仲夏嘉年華，當中產生了一份微妙的女性情誼。

## 演員
- 陶紅：周筱蘭
- 鍾欣潼：陳蕙貞 - 女教師
- 吳彥祖：鍾智健 Ken
- 詹瑞文：蘭舊男友
- 黃家諾：警員
- 林一峰：男路人
- 黃河：蘭父

## 獎項
- 入圍第十屆金紫荊獎：最佳女演員（鍾欣潼）
- 入圍金馬獎：最佳原創劇本

## 外部連結
- 香港影庫上《公主復仇記》的資料（繁體中文）
- 開眼電影網上《公主復仇記》的資料（繁體中文）
- 豆瓣电影上《公主復仇記》的資料 （简体中文）
- 时光网上《公主復仇記》的資料（简体中文）
- AllMovie上《公主復仇記》的资料（英文）
- 爛番茄上《公主復仇記》的資料（英文）
- 互联网电影数据库（IMDb）上《公主復仇記》的资料（英文）